# Juggernaut of Justice
Juggernaut of Justice — четырнадцатый студийный альбом канадской хэви-метал группы Anvil.

## Об альбоме
Альбом был записан на студии Дэйва Грола, «Studio 606» в Нортридже, и спродюсирован Бобом Марлеттом.
Более 1600 копий альбома было продано в первую неделю релиза в США.
Это последний альбом Anvil с басистом Гленном Файвом.

## Список композиций
| №   | Название                 | Длительность |
| --- | ------------------------ | ------------ |
| 1.  | «Juggernaut of Justice»  | 3:40         |
| 2.  | «When Hell Breaks Loose» | 3:11         |
| 3.  | «New Orleans Voodoo»     | 4:25         |
| 4.  | «On Fire»                | 3:23         |
| 5.  | «Fuken Eh!»              | 4:08         |
| 6.  | «Turn It Up»             | 2:57         |
| 7.  | «This Ride»              | 3:12         |
| 8.  | «Not Afraid»             | 3:44         |
| 9.  | «Conspiracy»             | 3:20         |
| 10. | «Running»                | 2:54         |
| 11. | «Paranormal»             | 7:04         |
| 12. | «Swing Thing»            | 3:00         |

| №   | Название                                             | Длительность |
| --- | ---------------------------------------------------- | ------------ |
| 13. | «The Station»                                        | 3:24         |
| 14. | «Tonight Is Coming»                                  | 3:44         |
| 15. | «What I Want to Be» (iTunes/Japanese CD bonus track) | 3:06         |

## Участники записи

### Участники группы
- Стив «Липс» Кудлоу[англ.] — гитара, вокал
- Гленн Файв — бас-гитара, бэк-вокал, вокал в «This Ride»
- Робб Райнер — ударные

### Приглашённый музыкант
- Lisa Joy Pimentel — горн в «Swing Thing»

### Производство
- Боб Марлетт[англ.] — продюсер, звукоинженер, микширование
- Клиф Норрелл — мастеринг